# متالورژی آهنی

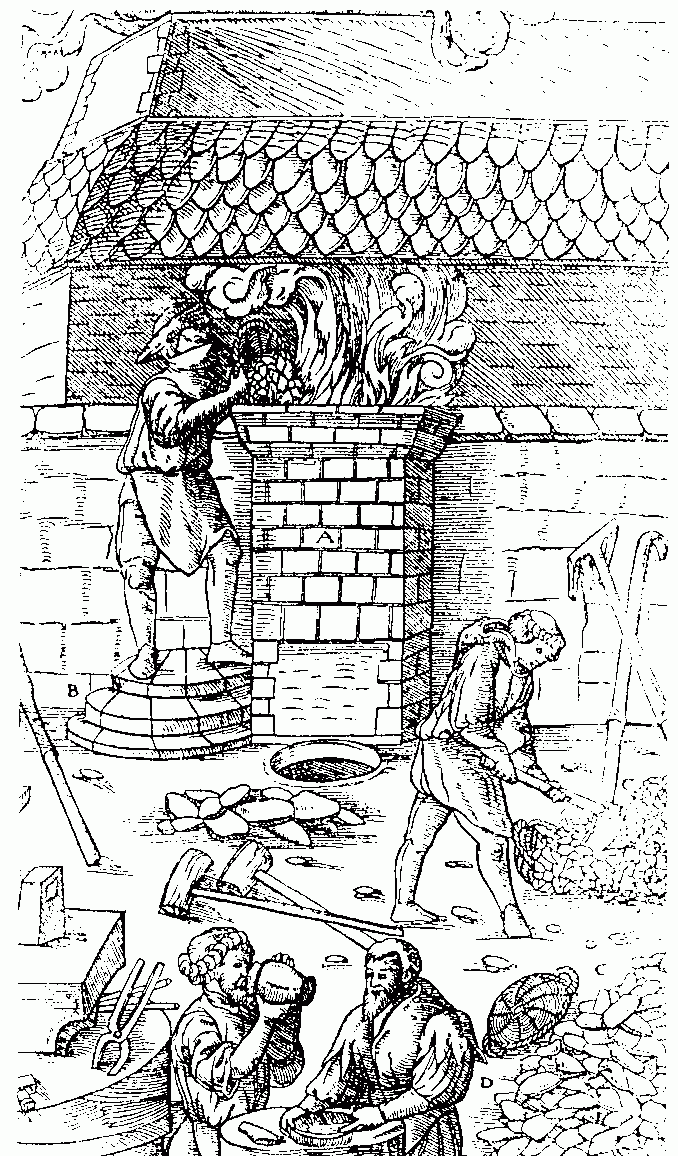
ذوب شکوفه در قرون وسطی.

متالورژی آهنی، متالورژی آهن و آلیاژهای آن، در ماقبل تاریخ آغاز شد. قدیمی‌ترین مصنوعات آهنی باقی‌مانده، از هزاره چهارم قبل از میلاد در مصر، از آهن نیکل شهاب‌سنگ ساخته شده‌اند. مشخص نیست که ذوب آهن از سنگ معدن کی و کجا آغاز شد، اما در پایان هزاره دوم قبل از میلاد آهن از سنگ آهن حداقل از یونان تا هند تولید می‌شد و جنوب صحرای آفریقا. استفاده از گل آهن (آهن کار شده) در هزاره اول قبل از میلاد شناخته شد و گسترش آن عصر آهن را مشخص کرد. در طول دوره قرون وسطی، آهنگران در اروپا راهی برای تولید آهن فرفورژه از چدن (در این زمینه به نام آهن خام شناخته می‌شود) با استفاده از آهنگری‌های ظریف پیدا کردند. همه این فرایندها به زغال به عنوان سوخت نیاز داشتند.
در قرن چهارم قبل از میلاد، جنوب هند صادرات فولاد ووتز (با محتوای کربن بین آهن خام و آهن فرفورژه) را به چین باستان، آفریقا، خاورمیانه و اروپا آغاز کرده بود. شواهد باستان‌شناسی از چدن در قرن پنجم قبل از میلاد چین ظاهر می‌شود. روش‌های جدید تولید آن با کربور سازی میله‌های آهن در فرآیندسیمان‌کاری در قرن هفدهم ابداع شد. در طول انقلاب صنعتی، روش‌های جدیدی برای تولید گل آهن با جایگزینی کک به جای زغال چوب پدیدار شد، و این روش‌ها بعداً برای تولید فولاد به کار رفت و عصر جدیدی را آغاز کرد که استفاده بسیار زیاد از آهن و فولاد را آغاز کرد که برخی از معاصران آن را عصر آهن جدید توصیف کردند. . در اواخر دهه ۱۸۵۰ هنری بسمر فرایند بسمر را اختراع کرد که شامل دمیدن هوا از طریق آهن مذاب برای سوزاندن کربن و در نتیجه تولید فولاد ملایم بود. این و سایر فرآیندهای ساخت فولاد در قرن نوزدهم و بعد از آن، جایگزین گل آهن است. امروزه، آهن فرفورژه دیگر در مقیاس تجاری تولید نمی‌شود، زیرا توسط فولاد نرم یا کم کربن معادل از نظر عملکردی جایگزین شده‌است.
بزرگترین و مدرن‌ترین معدن زیرزمینی سنگ آهن در جهان در کیرونا، شهرستان نوربوتون، لاپلاند (سوئد) است. این معدن که متعلق به لوساوارا، یک شرکت معدنی بزرگ سوئدی است، ظرفیت تولید سالانه بیش از ۲۶ میلیون تن سنگ آهن دارد.

## آهن شهاب سنگی

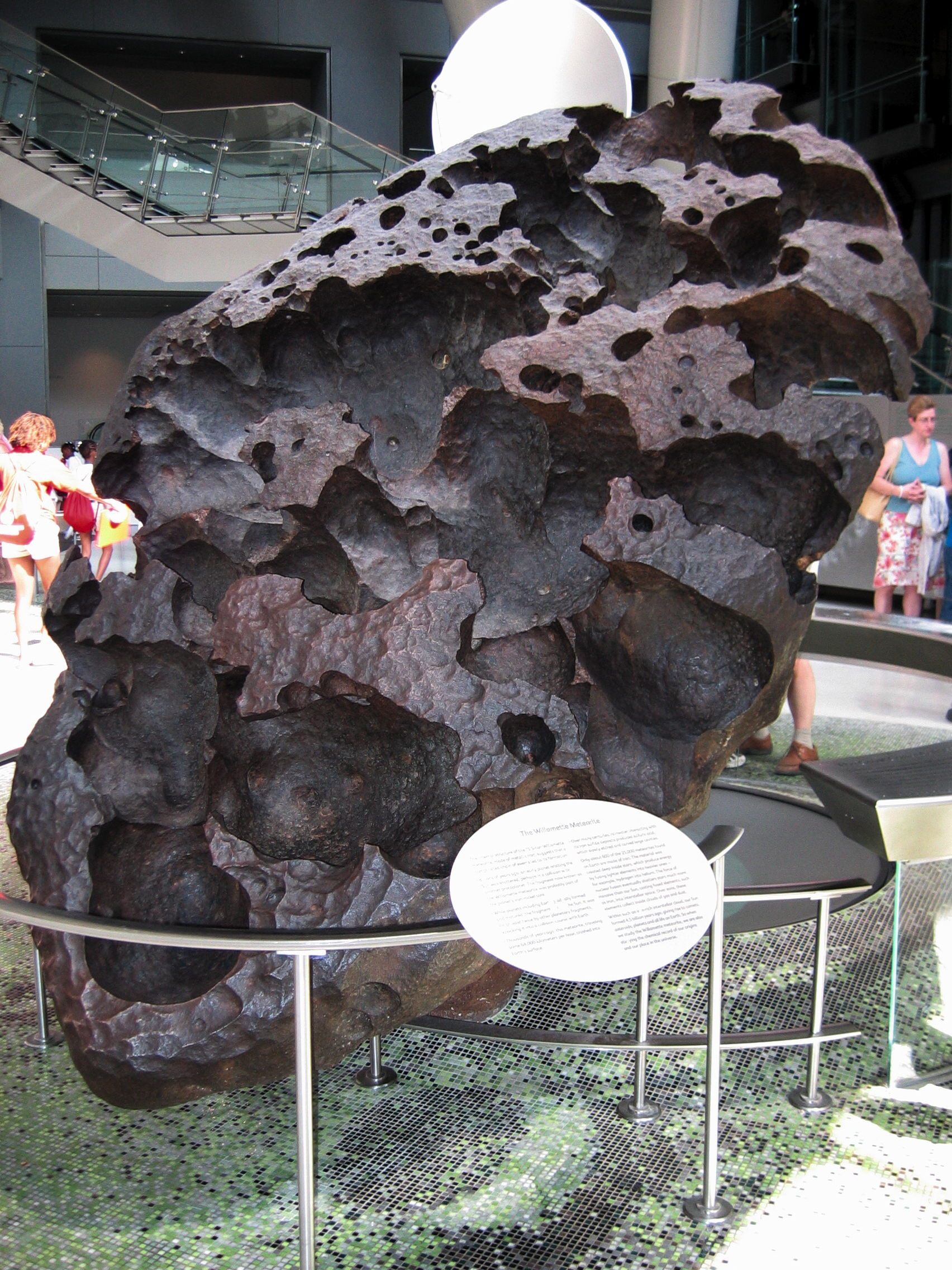
شهاب سنگ ویلامت، ششمین شهاب سنگ بزرگ جهان، یک شهاب سنگ آهنی است.

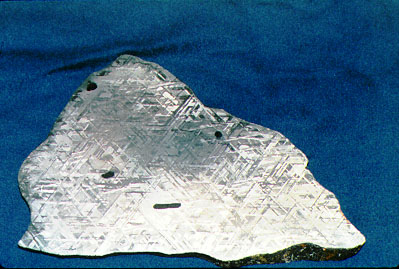
شهاب سنگ‌های آهنی عمدتاً از آلیاژهای نیکل-آهن تشکیل شده‌اند. فلزی که از این شهاب‌سنگ‌ها گرفته می‌شود به آهن شهاب‌سنگ معروف است و یکی از اولین منابع آهن قابل استفاده در دسترس بشر بوده‌است.

آهن از آلیاژ آهن نیکل استخراج می‌شود که حدود ۶ درصد از کل شهاب سنگ‌هایی که روی زمینمی‌افتند را تشکیل می‌دهند. این منبع اغلب به دلیل ویژگی‌های بلور منحصر به فرد (الگوی ویدمن اشتاتن) آن ماده، که زمانی که فلز سرد یا در دمای پایین کار می‌شود، حفظ می‌شود، با قطعیت قابل شناسایی است. از جمله این آثار می‌توان به مهره (زینتی) مربوط به هزاره پنجم قبل از میلاد در ایران و نوک نیزه و زیور آلات مصر باستان و سومر در حدود ۴۰۰۰ سال قبل از میلاد اشاره کرد.
به نظر می‌رسد این استفاده‌های اولیه عمدتاً تشریفاتی یا تزئینی بوده‌است. آهن شهاب سنگی بسیار نادر است، و این فلز احتمالاً بسیار گران بود، شاید گرانتر از طلا. اوایل هیتی‌ها شناخته شده به داد و ستد پایاپای آهن (شهاب سنگی یا ذوب) برای نقره، در نرخ وزن ۴۰ برابر آهن، با دوره آشوری کهن در قرن اول از هزاره قبل از دوم میلاد.
آهن شهاب سنگ نیز در شمالگان به ابزار تبدیل شد، در حدود سال ۱۰۰۰، زمانی که مردم تولی گرینلند شروع به ساختن اکج، چاقو، و سایر ابزارهای لبه دار از قطعات شهاب سنگ کیپ یورک کردند. معمولاً تکه‌های فلزی به اندازه نخود را با چکش سرد در دیسک‌ها می‌کوبیدند و روی یک دسته استخوانی نصب می‌کردند. این مصنوعات همچنین به عنوان کالاهای تجاری با دیگر مردمان قطب شمال استفاده می‌شد: ابزارهای ساخته شده از شهاب سنگ کیپ یورک در سایت‌های باستان‌شناسی بیش از ۱٬۰۰۰ مایل (۱٬۶۰۰ کیلومتر) دور. زمانی که رابرت پیری، کاشف قطبی آمریکایی، بزرگترین قطعه شهاب سنگ را در سال ۱۸۱۷به موزه تاریخ طبیعی آمریکا در شهر نیویورک فرستاد، وزن آن هنوز بیش از ۳۳ بود. تن مثال دیگری از یک استفاده اواخر آهن شهاب سنگی یک IS تیشه نجاری از سراسر ۱۰۰۰ میلادی است که در سوئد پیدا شده‌است.

## آهن بومی
فلز بومی در حالت فلزی به ندرت به صورت آخال‌های کوچک در سنگ‌های بازالتی خاص وجود دارد. علاوه بر آهن شهاب سنگی، مردم تول گرینلند از آهن بومی جزیره دیسکو استفاده کردند.

## ذوب آهن و عصر آهن
ذوب آهن - استخراج فلز قابل استفاده از سنگ معدن آهن اکسید شده، دشوارتر از ذوب قلع و مس است در حالی که این فلزات و آلیاژهای آنها را می‌توان در کوره‌های نسبتاً ساده (مانند کوره‌هایی که برای سفالگری استفاده می‌شود) سرد کرد یا ذوب کرد و در قالب ریخت، آهن ذوب شده نیاز به کار گرم دارد و فقط در کوره‌های با طراحی خاص می‌توان آن را ذوب کرد. آهن یک ناخالصی رایج در سنگ معدن مس است و سنگ آهن گاهی اوقات به عنوان فلاکس مورد استفاده قرار می‌گرفت، بنابراین تعجب آور نیست که انسان‌ها تنها پس از چندین هزار سال متالورژی برنز بر فن آوری آهن ذوب تسلط یافتند.
مکان و زمان کشف ذوب آهن مشخص نیست، تا حدی به دلیل دشواری تشخیص فلز استخراج شده از سنگ معدنی حاوی نیکل از آهن شهاب سنگی گرم کار شده. به نظر می‌رسد شواهد باستان‌شناسی به منطقه خاورمیانه، در دوران عصر برنز در هزاره سوم قبل از میلاد اشاره دارد. با این حال، گل آهن تا قرن ۱۲ قبل از میلاد کمیاب باقی ماندند.
عصر آهن به‌طور معمول با جایگزینی گسترده برنز سلاح‌های آهن و فولاد تعریف می‌شود. این انتقال در زمان‌های مختلف در مکان‌های مختلف، با گسترش فناوری اتفاق افتاد. بین‌النهرین تا ۹۰۰ سال قبل از میلاد به‌طور کامل وارد عصر آهن شد. اگرچه مصر مصنوعات آهنی تولید می‌کرد، اما برنز تا زمان فتح آن توسط آشور در سال ۶۶۳ قبل از میلاد، غالب باقی ماند. عصر آهن در هند حدود ۱۲۰۰ سال قبل از میلاد، در اروپای مرکزی حدود ۸۰۰ سال قبل از میلاد و در چین در حدود ۳۰۰ قبل از میلاد آغاز شد. در حدود ۵۰۰ سال قبل از میلاد، نوبه (منطقه) که از آشوری‌ها استفاده از آهن را آموخته بودند و از مصر اخراج شدند، به تولیدکنندگان و صادرکنندگان اصلی آهن تبدیل شدند.